# Thaumatolpium silvestrii
Thaumatolpium silvestrii är en spindeldjursart som först beskrevs av Beier 1930.  Thaumatolpium silvestrii ingår i släktet Thaumatolpium och familjen Garypinidae. Inga underarter finns listade i Catalogue of Life.